# Harbor Springs
Harbor Springs es una ciudad ubicada en el condado de Emmet en el estado estadounidense de Míchigan. En el Censo de 2010 tenía una población de 1194 habitantes y una densidad poblacional de 355,99 personas por km².

## Geografía
Harbor Springs se encuentra ubicada en las coordenadas 45°25′57″N 84°59′20″O / 45.43250, -84.98889. Según la Oficina del Censo de los Estados Unidos, Harbor Springs tiene una superficie total de 3.35 km², de la cual 3.35 km² corresponden a tierra firme y (0%) 0 km² es agua.

## Demografía
Según el censo de 2010, había 1194 personas residiendo en Harbor Springs. La densidad de población era de 355,99 hab./km². De los 1194 habitantes, Harbor Springs estaba compuesto por el 91.96% blancos, el 0.34% eran afroamericanos, el 4.77% eran amerindios, el 0.75% eran asiáticos, el 0.08% eran isleños del Pacífico, el 0.08% eran de otras razas y el 2.01% pertenecían a dos o más razas. Del total de la población el 0.67% eran hispanos o latinos de cualquier raza.